# Colpotrochia lutoria
Colpotrochia lutoria är en stekelart som först beskrevs av Smith 1859.  Colpotrochia lutoria ingår i släktet Colpotrochia och familjen brokparasitsteklar. Inga underarter finns listade i Catalogue of Life.